# Santiago Urquiaga
Santiago Urquiaga Pérez (født 18. april 1958 i Barakaldo, Spanien) er en tidligere spansk fodboldspiller, der spillede som højre back. Han var på klubplan tilknyttet Athletic Bilbao og RCD Espanyol, med længst tid (elleve sæsoner) hos Athletic. Her var han i både 1983 og 1984 med til at vinde det spanske mesterskab, ligesom det i 1984 også blev til triumf i Copa del Rey.
Urquiaga spillede desuden mellem 1980 og 1984 14 kampe for Spaniens landshold. Han debuterede for holdet 26. marts 1980 i et opgør mod England, og var en del af den spanske trup til både OL i 1980, VM i 1982 og EM i 1984.

## Titler
La Liga
- 1983 og 1984 med Athletic Bilbao

Copa del Rey
- 1984 med Athletic Bilbao

Supercopa de España
- 1984 med Athletic Bilbao